# 孔家崖街道
孔家崖街道，是中华人民共和国甘肃省兰州市安宁区下辖的一个乡镇级行政单位。

## 行政区划
孔家崖街道下辖以下地区：
廖家庄社区、刘家庄社区、孔家崖社区、王家庄社区、水挂庄社区和科苑社区。